# オリバー・M・ボルツァー
オリバー・M・ボルツァー（Oliver M. Bolzer, 1979年6月17日 - ）はスラッシュドットジャパンの編集リーダー。ドイツ・ミュンヘン生まれ。本職は企業再生を行う経営コンサルタントで日本航空の再生にも管財人団の一員として参画した。「電車でLinuxいりのCDを拾って以来、人生が狂った男」を自称する。
日本人とドイツ人の両親の間に生まれ、1984年から日本に移住。小中高時代はドイツ系のインターナショナルスクールに通った。そのため日独英三カ国語を使うトライリンガルである。大学進学にあたり渡独し、ミュンヘン大学情報学部卒業。現在は日本に帰国している。
中学生からコンピュータを扱うようになり、1997年に電車で偶然Linuxの入ったCD-ROMを拾ったことがきっかけでLinuxおよびオープンソースコミュニティに関わるようになり、Linux雑誌への寄稿、関連メーリングリストの主宰、Debian開発者になるなど精力的な活動をおこなう。win-refundメーリングリストを開設するなどWindows返金運動にも関わっていた。
1999年から2001年にかけて、雑誌『Linux Japan』のメールマガジン版である『Linux Japan Express』や自身が立ち上げたニュースサイト「fakeroot.net」で活動していた。これらの経験を買われ、2001年にスラッシュドットの日本版であるスラッシュドットジャパンが開設されるにあたって、編集リーダーに就任した。
スラッシュドットジャパンでは編集リーダーを務めるだけでなく、Oliver日記なども公開している。また、彼の日記で言うところのアレゲ祭ことコミックマーケット準備会の幹部スタッフとしても活動している。

## 論争
編集リーダーとして活動していた際には論争を呼ぶ活動も見られ、それによるトラブルもしばしば見うけられた。具体的には反マイクロソフト色の強い偏向的記事の掲載や挑発的、侮辱的な言動を行い、コメントの場が荒れる一因となることがあった。。
特に、2003年9月に匿名の臆病者によって自分を揶揄するコメントが「自作自演」で大量に投稿された際には、匿名の臆病者によるコメントの投稿を制限するようシステム改変することを突然一方的に宣言して、多数のユーザーからの反発を招いた。その後議論を経た上で 2004年1月に実際に投稿制限が導入されたが、その結果として匿名の臆病者のみならず登録ユーザでも活動を停止するものが発生した。